# Червеният барон
„Червеният барон“ (на немски: Der rote Baron) е германско-британски биографичен филм от 2008 г., написан и режисиран от Николай Мюлершен за въздушният ас от Първата световна война – Манфред фон Рихтхофен, известен като „Червеният барон“. Във филма участват Матиас Швайгхьофер, Джоузеф Файнс, Тил Швайгер и Лина Хийди.